# Persone di nome Sesto
| Questa pagina contiene informazioni ricavate automaticamente dalle voci biografiche con l'ausilio del template Bio e di un bot. L'aggiornamento è periodico e automatico e ricostruisce completamente la pagina. Se manca una persona in questa lista, sei pregato di non aggiungerla, ma accertati piuttosto che la sua voce biografica contenga il template Bio e che i dati anagrafici siano correttamente compilati. Se il template Bio manca, inseriscilo tu stesso o, in alternativa, metti l'avviso {{tmp\|Bio}} che ne segnala la mancanza. Se i dati riportati sono sbagliati, correggi direttamente la voce biografica; le modifiche saranno visibili in questa lista entro pochi giorni. Per chiarimenti vedi il progetto antroponimi. La lista contiene solo le 55 persone che sono citate nell'enciclopedia e per le quali è stato implementato correttamente il template Bio. Pagina aggiornata al 7 apr 2025. |

Questa è una lista di persone presenti nell'enciclopedia che hanno il nome Sesto, suddivise per attività principale.

## Astrologi(1)
- Sesto Caio Baccelli, astrologo italiano

## Bassi-baritoni(1)
- Sesto Bruscantini, basso-baritono italiano (Civitanova Marche, n. 1919 - Civitanova Marche, † 2003)

## Direttori d'orchestra(1)
- Sesto Quatrini, direttore d'orchestra italiano (Roma, n. 1984)

## Drammaturghi(1)
- Sesto Turpilio, commediografo romano (Sinuessa, † 104 a.C.)

## Filologi(1)
- Sesto Prete, filologo e paleografo italiano (Montefiore dell'Aso, n. 1919 - Cagli, † 1991)

## Filosofi(1)
- Sesto Empirico, filosofo greco antico

## Funzionari(1)
- Sesto Martiniano, funzionario romano († 325)

## Generali(3)
- Sesto Lucilio Basso, generale romano (Masada)
- Sesto Vettuleno Ceriale, generale romano
- Sesto Pompeo, generale romano (Mileto, † 35 a.C.)

## Giuristi(2)
- Sesto Cecilio Africano, giurista romano
- Sesto Pomponio, giurista romano

## Grammatici(1)
- Sesto Pompeo Festo, grammatico romano (Narbona)

## Liutai(1)
- Sesto Rocchi, liutaio italiano (San Polo d'Enza, n. 1909 - Reggio Emilia, † 1991)

## Magistrati(4)
- Sesto Elio Cato, magistrato e militare romano
- Sesto Tedio Valerio Catullo, magistrato romano
- Sesto Nonio Quintiliano, magistrato e senatore romano
- Sesto Palpellio Istro, magistrato, senatore e militare romano (Colonia Pietas Iulia)

## Poeti(1)
- Sesto Properzio, poeta romano (Assisi - Roma)

## Politici(28)
- Sesto Anicio Fausto Paolino, politico romano
- Sesto Atilio Serrano, politico romano
- Sesto Bisogni, politico italiano (Castelnuovo Val di Cecina, n. 1885 - Roma, † 1940)
- Sesto Afranio Burro, politico romano (Vasio, n. 1 - Roma, † 62)
- Sesto Calpurnio Agricola, politico romano (Dacia, † 169)
- Sesto Giulio Cesare, politico romano
- Sesto Cornelio Repentino, politico e militare romano
- Sesto Elio Peto Catone, politico romano
- Sesto Furio Medullino Fuso, politico romano
- Sesto Giulio Cesare, politico romano
- Sesto Giulio Cesare, politico romano († 46 a.C.)
- Sesto Giulio Iullo, politico romano (Roma)
- Sesto Matteucci, politico italiano (Forlì, n. 1809 - Forlì, † 1851)
- Sesto Papinio Allenio, politico romano
- Sesto Claudio Petronio Probo, politico romano (Verona, n. 328 - Tessalonica, † 390)
- Sesto Pompeo, politico romano
- Sesto Pompeo, politico e militare romano
- Sesto Quintilio Varo, politico romano († 453 a.C.)
- Sesto Giulio Frontino, politico, funzionario e scrittore romano
- Sesto Appuleio, politico e militare romano
- Sesto Clelio, politico romano
- Sesto Appuleio, politico romano
- Sesto Giulio Severo, politico e militare romano
- Sesto Titio, politico romano
- Sesto Vettuleno Civica Ceriale, politico romano
- Sesto Vettuleno Civica Pompeiano, politico romano
- Sesto Aurelio Vittore, politico e storico romano
- Sesto Vitulasio Nepote, politico romano

## Scrittori(1)
- Sesto Giulio Africano, scrittore romano († 240)

## Senatori(4)
- Sesto Cazio Clementino Priscilliano, senatore e politico romano
- Sesto Rustico Giuliano, senatore e funzionario romano
- Sesto Attio Suburano Emiliano, senatore romano
- Sesto Vario Marcello, senatore romano

## Senza attività specificata(3)
- Sesto Giulio Cesare, romano
- Sesto Roscio Amerino, romano (Ameria)
- Sesto Tarquinio, romano